# Carlo Lucchini
Carlo Lucchini (fl. XX secolo) è stato un calciatore italiano, di ruolo portiere.

## Carriera
Con la Rivarolese disputa 20 gare nel campionato di Prima Divisione 1922-1923.
Con il Pavia disputa due campionati, il primo in Seconda Divisione vincendolo, il secondo in Prima Divisione.
Disputa 3 partite con la Pro Patria nel campionato di Serie A 1932-1933.

## Palmarès

### Club

#### Competizioni nazionali
- Seconda Divisione: 1

Pavia: 1928-1929